# Ampithoe serraticauda
Ampithoe serraticauda är en kräftdjursart. Ampithoe serraticauda ingår i släktet Ampithoe och familjen Ampithoidae. Inga underarter finns listade i Catalogue of Life.